# Sojourner Truth
Sojourner Truth (/soʊ'dʒɜrnɛr 'truːθ/; Swartekill, Nueva York, c. 1797 - Battle Creek, Míchigan, 26 de noviembre de 1883) fue una abolicionista y activista por los derechos de la mujer. Truth nació bajo la esclavitud, pero escapó con su hija en 1826. Después de recurrir a los tribunales para recuperar a su hijo, se convirtió en la primera mujer negra en ganar un juicio contra un hombre blanco. El nombre de nacimiento de Sojourner era Isabella ("Bell") Baumfree. Cambió su nombre a Sojourner Truth en 1843. Es ampliamente conocida por su discurso "¿Acaso no soy una mujer? (Ain't I a Woman?)", que fue pronunciado en 1851 en la "Convención de los derechos de la mujer de Ohio", en Akron, Ohio.
Durante la guerra civil estadounidense, Truth ayudó en el reclutamiento de tropas negras de la Armada Estadounidense. Después de la guerra, intentó infructuosamente conseguir concesiones de tierra del Estado Federal para antiguos esclavos.
Su nombre escogido es altamente simbólico ya que en inglés sojourner es la forma agente del verbo to sojourn, que significa "residir temporalmente"; truth significa "verdad". El compuesto parece significar pues "La verdad del residente temporal". "To sojourn" también significa "viajar" y conota "realizar un viaje con un propósito".  

## Infancia y juventud
Truth fue una de los diez a trece hijos de Elizabeth y James Baumfree (o Bomefree) El coronel Hardenbergh compró a James y Elizabeth a los comerciantes de esclavos y los mantuvo en su familia en una hacienda llamada con el nombre neerlandés de Swartekill, en la ciudad de Esopus, Nueva York, a 153 km al norte de la ciudad de Nueva York. Charles Hardenbergh heredó la hacienda y los esclavos de su padre.
Cuando Charles Hardenbergh murió en 1806 Truth, conocida como Belle, de nueve años, fue subastada en un mercado junto con un rebaño de ovejas por $100 a John Neely, cerca de Kingston, Nueva York. Hasta ese momento Truth sólo hablaba neerlandés. Después ella describiría a Neely como cruel y hostil, en relación con cómo le pegaba diariamente e incluso llegó a hacerlo con un manojo de varas de metal. Neely la vendió en 1808 por $105 a Martinus Schryver de Port Ewen, un tabernero, que la tuvo durante dieciocho meses. Schryver la vendió en 1810 a John Dumont de West Park, Nueva York. Aunque su cuarto dueño era amable con ella, existía una tensión considerable entre ella y la segunda esposa de Dumont, Elizabeth Waring Dumont, quien la acosaba y hacía más difícil su vida. La primera esposa de Dumont, Sarah "Sally" Waring Dumont (la hermana de Elizabeth), había muerto en torno a 1805, cinco años antes de que comprara a Truth.
Hacia 1815, Truth se enamoró de un esclavo llamado Robert, de una granja vecina. El dueño de Robert (Charles Catton Jr, un pintor de paisajes) prohibió su relación. No quería que su esclavo tuviera descendencia con una esclava que no poseyera, porque los hijos no serían de su propiedad. Un día Robert se escapó para ver a Truth. Cuando Catton y su hijo encontraron a Robert, le apalearon salvajemente hasta que Dumont intervino. Truth nunca volvería a ver a Robert, quien moriría a causa de las heridas. Esta experiencia perseguiría a Truth el resto de su vida. Truth finalmente se casó con otro esclavo mayor que ella llamado Thomas y dio a luz durante su vida a cinco hijos: James, que moriría durante la infancia; Diana (1815) cuyo padre fue o Robert o John Dumont; y Peter (1821), Elizabeth (1825) y Sophia (1826) los tres nacidos de su unión con Thomas.

## Libertad

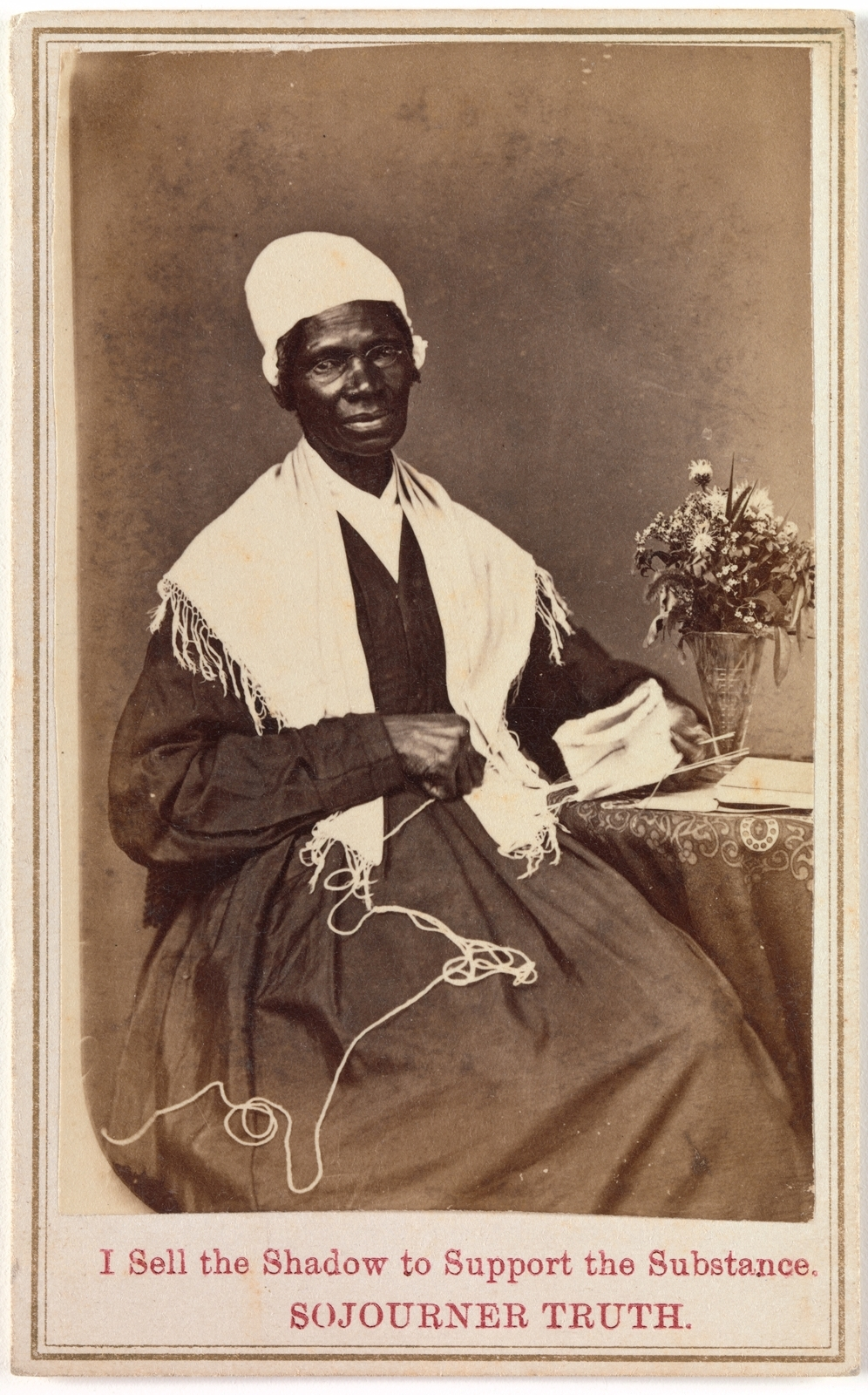
Sojourner Truth en una tarjeta de visita, que vendía para conseguir fondos, de 1864.

El Estado de Nueva York comenzó en 1799 a legislar la abolición de la esclavitud, aunque el proceso de emancipación de los esclavos no se completó hasta el 4 de julio de 1827. Dumont se había comprometido con Truth a garantizar su libertad un año antes de la emancipación estatal si ella "lo hacía bien y era fiel". Sea como fuera, cambió de opinión, alegando que una herida en la mano la había hecho ser menos productiva. Ella siguió trabajando hilando hasta 45kg (100 pounds) de algodón.
Después, en 1826, Truth escapó con su hija Sophia, teniendo que dejar atrás a sus otros hijos, ya que no serían considerados legalmente libres hasta que no hubieran servido hasta los veinte años.
Después expresaría: 

I did not run off, for I thought that wicked, but I walked off, believing that to be all right.
No salí corriendo, pues lo tenía por malvado, salí andando, creyendo que eso estaba bien.

Se dirigió a casa de María e Isaac Van Wagenen, quienes la acogieron a ella y a su bebé. Isaac se ofreció a comprar sus servicios por el año que faltaba hasta que la emancipación estatal entrara en vigor, lo que Dumont aceptó por $20. Truth vivió allí hasta que el Acta de Emancipación del Estado de Nueva York fue aprobada un año después.
Truth supo que su hijo Peter, entonces de cinco años, había sido vendido ilegalmente por Dumont a un propietario en Alabama. Con la ayuda de los Van Wagenen llevó la causa a las cortes y después de meses de procedimientos legales recuperó a su hijo, que había sufrido abusos por parte de su nuevo dueño. Truth se convirtió en la primera mujer afrodescendiente en ir a juicio contra un hombre blanco y ganar el caso.
Truth tuvo una experiencia religiosa durante su estancia con los Van Wagenen, y se convirtió en una devota cristiana. En 1829 se mudó con su hijo Peter a la ciudad de Nueva York, donde trabajó como sirvienta para Elijah Pierson, un cristiano evangélico. en 1832, conoció a Robert Matthews, también conocido como Phrophet Matthias ("El profeta Matías) y se fue a trabajar para él también como criada en la Matthias Kingdom comunal colony (comuna colonial del Reino de Matthias). En un extraño giro del destino, Elijah Pierson murió y Robert Matthews y Truth fueron acusados de robo y asesinato contra él. Ambos fueron absueltos. 
En 1839, el hijo de Truth, Peter, encontró trabajo en un ballenero llamado Zone of Nantucket ("Zona de Nantucket"). Desde 1840 a 1841 Truth recibió tres cartas de él, aunque en su tercera carta este le decía que eran cinco, así como que él nunca llegó a recibir ninguna de las cartas de respuesta de su madre. Cuando el barco volvió a puerto en 1842, Peter no se encontraba a bordo y Truth nunca volvió a oír de él.
En 1843 simpatizó con el adventismo y cambió su nombre de Isabella a Sojourner. En 1844 se unió en Northampton (Massachusetts) a la Northampton Association of Education and Industry, una fundación que apoyaba el abolicionismo, los derechos de la mujer, la tolerancia religiosa y el pacifismo. Allí conoció a William Lloyd Garrison, Frederick Douglass y David Ruggles. En 1846 el grupo se disolvió por falta de fondos. Sojourner dictó sus memorias a su amiga Olive Gilbert y su biografía se publicó en 1850, ese mismo año habló en la Primera Convención Nacional de Derechos de la Mujer en Worcester (Massachusetts). En 1851 se unió al abolicionista George Thompson en una gira de conferencias por el estado de Nueva York y en mayo acudió a la Convención de los Derechos de la Mujer en Akron (Ohio) donde pronunció su famoso discurso ¿No soy yo una mujer?. Durante los siguientes diez años siguió dando cientos de discursos y conferencias a favor de la igualdad entre hombres y mujeres y entre blancos y negros, muchas veces entre insultos y silbidos. En 1858, alguien interrumpió su discurso y la acusó de ser un hombre (era muy alta y delgada). Sojourner se desabotonó la blusa y mostró sus pechos.
Durante la Guerra de Secesión ayudó a reclutar voluntarios negros para el Ejército de la Unión.Su nieto James Cadwell se alistó en el 54 regimiento de Massachusetts. En octubre de 1864 se reunió con Abraham Lincoln. En 1865, mientras trabajaba como enfermera en el hospital Freedman de Washington D. C., para ayudar a eliminar la segregación racial, se montó en un tranvía, resultando herida al ser arrojada del vehículo por el conductor, por ser negra. Interpuso una denuncia y la ganó.
En 1867 se instaló en Battle Creek (Míchigan). En 1870 trató de asegurar concesiones de tierra del gobierno federal a antiguos esclavos, proyecto por el que luchó durante siete años sin éxito. Fue recibida en la Casa Blanca por Ulysses S. Grant. En 1872 trató de votar en las elecciones locales, pero su voto fue rechazado.
Sojourner siguió hablando sobre los derechos de la mujer y los afroamericanos, la reforma de las prisiones y abogó por la suspensión de la pena de muerte en el estado de Míchigan. Murió en su casa de Battle Creek el 26 de noviembre de 1883. Su funeral se celebró en una iglesia presbiteriana y más de 1800 personas acudieron en honor a la gran oradora y defensora que fue de los derechos civiles. Algunos de los ciudadanos más prominentes fueron portadores de su ataúd. Fue enterrada en el cementerio de Oak Hill.

## "¿Acaso no soy una mujer?"
En 1851, Truth se unió a George Thompson, abolicionista y orador, en una gira de conferencias por el centro y el oeste del estado de Nueva York. En mayo, asistió a la Convención de Derechos de la Mujer de Ohio en Akron, Ohio, donde pronunció su famoso discurso extemporáneo sobre los derechos de la mujer, más tarde conocido como "¿Acaso no soy una mujer?". Su discurso reivindicaba la igualdad de derechos humanos para todas las mujeres. También habló como ex esclava, combinando llamamientos al abolicionismo con los derechos de la mujer y recurriendo a su fuerza como trabajadora para reivindicar la igualdad de derechos.
La convención fue organizada por Hannah Tracy y Frances Dana Barker Gage, que estuvieron presentes cuando habló Truth. Se han registrado diferentes versiones de las palabras de Truth, la primera de las cuales fue publicada un mes después en el Anti-Slavery Bugle por el reverendo Marius Robinson, propietario y editor del periódico que se encontraba entre el público. La versión de Robinson no incluía la pregunta "¿Acaso no soy una mujer?", como tampoco lo hizo ningún otro periódico que informara de su discurso en aquella época. Doce años después, en mayo de 1863, Gage publicó otra versión muy diferente. En ella, el patrón del discurso de Truth parecía tener características de los esclavos negros del sur de Estados Unidos, y el discurso era muy diferente del que había informado Robinson. La versión de Gage del discurso se convirtió en la más difundida, y se conoce como "Ain't I a Woman?" (¿Acaso no soy una mujer?) porque esa pregunta se repitió cuatro veces. Es muy poco probable que el propio patrón de habla de Truth fuera así, ya que ella nació y creció en Nueva York, y sólo habló el bajo neerlandés de la parte alta del estado de Nueva York hasta los nueve años.

En la versión grabada por el reverendo Marius Robinson, Truth dijo:
Quiero decir unas palabras sobre este asunto. Soy un defensor de los derechos de la mujer. [sic] Tengo tanto músculo como cualquier hombre, y puedo hacer tanto trabajo como cualquier hombre. He arado y segado y descascarillado y cortado y segado, ¿puede algún hombre hacer más que eso? He oído hablar mucho de la igualdad de sexos. Puedo cargar tanto como cualquier hombre, y puedo comer tanto también, si puedo conseguirlo. Soy tan fuerte como cualquier hombre actual. En cuanto al intelecto, todo lo que puedo decir es, si una mujer tiene una pinta, y un hombre un cuarto - ¿por qué no puede ella tener su pequeña pinta llena? No debes temer darnos nuestros derechos por miedo a que tomemos demasiado, porque no podemos tomar más de lo que cabe en nuestra pinta. Los pobres hombres parecen estar confundidos y no saben qué hacer. Niños, si tenéis derechos de mujer, dádselos y os sentiréis mejor. Tendréis vuestros propios derechos, y no serán tantos problemas. No sé leer, pero puedo oír. He oído la Biblia y he aprendido que Eva hizo pecar al hombre. Pues bien, si la mujer trastornó el mundo, dale la oportunidad de enderezarlo de nuevo. La Señora ha hablado de Jesús, de cómo nunca desdeñó a la mujer, y tenía razón. Cuando murió Lázaro, María y Marta acudieron a él con fe y amor y le rogaron que resucitara a su hermano. Jesús lloró y Lázaro resucitó. ¿Y cómo vino Jesús al mundo? A través de Dios que lo creó y de la mujer que lo dio a luz. Hombre, ¿dónde estaba tu parte? Pero las mujeres suben bendito sea Dios y algunos de los hombres suben con ellas. Pero el hombre está en un aprieto, el pobre esclavo está sobre él, la mujer se le echa encima, está seguramente entre un halcón y un buitre.
En contraste con el informe de Robinson, la versión de Gage de 1863 incluía a Truth diciendo que sus trece hijos habían sido vendidos como esclavos. Se cree ampliamente que Truth tuvo cinco hijos, uno de ellos vendido, y nunca se supo que presumiera de tener más hijos. El recuerdo de Gage de la convención de 1863 entra en conflicto con su propio informe inmediatamente después de la convención: Gage escribió en 1851 que Akron en general y la prensa, en particular, eran en gran medida amigables con la convención de los derechos de la mujer, pero en 1863 escribió que los líderes de la convención temían a los oponentes "mafiosos".   Otros informes de testigos oculares del discurso de Truth relataban una historia tranquila, en la que todos los rostros estaban "radiantes de alegría" en la sesión en la que Truth habló; que ni "una sola nota discordante" interrumpió la armonía de los procedimientos.  En informes contemporáneos, Truth fue recibida calurosamente por los asistentes a la convención, la mayoría de los cuales eran abolicionistas de larga data, amigos de las ideas progresistas sobre la raza y los derechos civiles. En la versión de Gage de 1863, Truth fue recibida con abucheos, con voces que pedían que se le impidiera hablar.  De hecho, otras reuniones interraciales de mujeres abolicionistas blancas y negras se habían enfrentado a la violencia, incluido el incendio del Pennsylvania Hall.
Según el relato de Frances Gage en 1863, Truth argumentó: "Ese hombre de ahí dice que a las mujeres hay que ayudarlas a subir a los carruajes, y levantarlas por encima de las zanjas, y tener el mejor sitio en todas partes. Nadie ayuda a mí ningún lugar mejor. ¿Y no soy yo una mujer?" El "Ain't I a Woman" de Truth mostraba la falta de reconocimiento que recibían las mujeres negras durante esta época y cuya falta de reconocimiento se seguirá viendo mucho tiempo después de su época. "Las mujeres negras, por supuesto, eran prácticamente invisibles dentro de la prolongada campaña por el sufragio femenino", escribió Angela Davis, apoyando el argumento de Truth de que nadie le da "el mejor lugar"; y no sólo a ella, sino a las mujeres negras en general.
Durante los diez años siguientes, Truth habló ante docenas, quizá cientos, de audiencias. De 1851 a 1853, Truth trabajó con Marius Robinson, editor del periódico de Ohio Anti-Slavery Bugle, y viajó por todo el estado dando conferencias. En 1853, habló en una Convención de mujeres sufragistas en el Broadway Tabernacle de Nueva York; ese año también conoció a Harriet Beecher Stowe. En 1856, viajó a Battle Creek, Míchigan, para hablar ante un grupo llamado Friends of Human Progress.

## Reconocimientos y honores
- Su nombre figura entre las celebraciones del Calendario de Santos Luterano, compartiendo el día 10 de marzo con Harriet Tubman.
- Sojourner Truth forma parte de la instalación de la artista feminista Judy Chicago, The Dinner Party. Esta es una historia simbólica de la mujer en la civilización occidental que representa a 1.038 mujeres de la historia; 39 de ellas están representadas por cubiertos y otras 999 en los nombres que están inscritos en The Heritage Floor sobre el que descansa la mesa. [15]  Su cubierto combina referencias a su herencia africana como a sus raíces en la historia de Estados Unidos. El ribete del camino es una técnica africana de tejido en tiras, utilizada tradicionalmente por los esclavos, combinada con una técnica de trabajo a destajo importada a Estados Unidos por las mujeres europeas. Esta combinación representa la "fusión de estas dos tradiciones en el desarrollo de los edredones estadounidenses".[16]
- En 1997, el vehículo robótico de la misión del Mars Pathfinder de la NASA en el planeta Marte, recibió el nombre de "Sojourner" en honor a Sojourner Truth.